# Cinnamomum chartophyllum
Cinnamomum chartophyllum är en lagerväxtart som beskrevs av Hsi Wen Li. Cinnamomum chartophyllum ingår i släktet Cinnamomum och familjen lagerväxter. Inga underarter finns listade i Catalogue of Life.